# Mercedes-Benz Axor

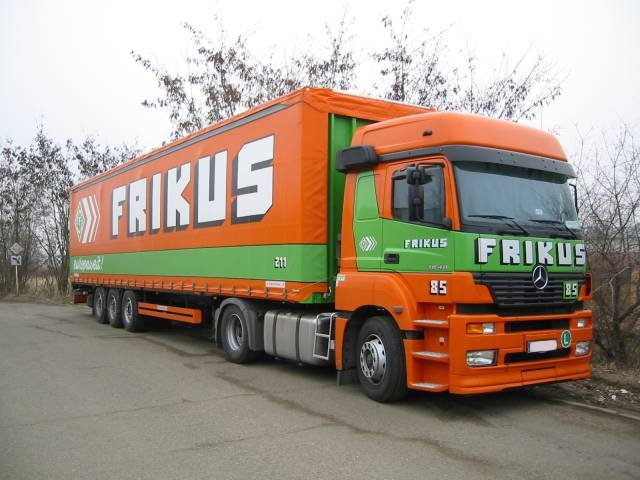
Mercedes-Benz Axor

De Mercedes-Benz Axor is een vrachtwagentype van het Duitse merk Mercedes-Benz.
De Axor is het middelste type van Mercedes-Benz en richt zich vooral op het middellangeafstandstransport en het zware distributietransport. De Axor is vervangen door de Antos